# Didymoglossum pygmaeum
Didymoglossum pygmaeum är en hinnbräkenväxtart som först beskrevs av Carl Frederik Albert Christensen, och fick sitt nu gällande namn av Ebihara och Dubuisson. Didymoglossum pygmaeum ingår i släktet Didymoglossum och familjen Hymenophyllaceae. Inga underarter finns listade.